# Móricz Erzsébet
Móricz Erzsébet, ismert becenevén Csibe, Árvácska, születési nevén Littkey Margit Erzsébet, 1941-től Littkey-Móricz Erzsébet) (Budapest, 1916. május 3. – Budapest, 1971. március 7.) Móricz Zsigmond fogadott leánya. Fia Móricz Imre (1935–2021) gépészmérnök, közgazdász.

## Élete

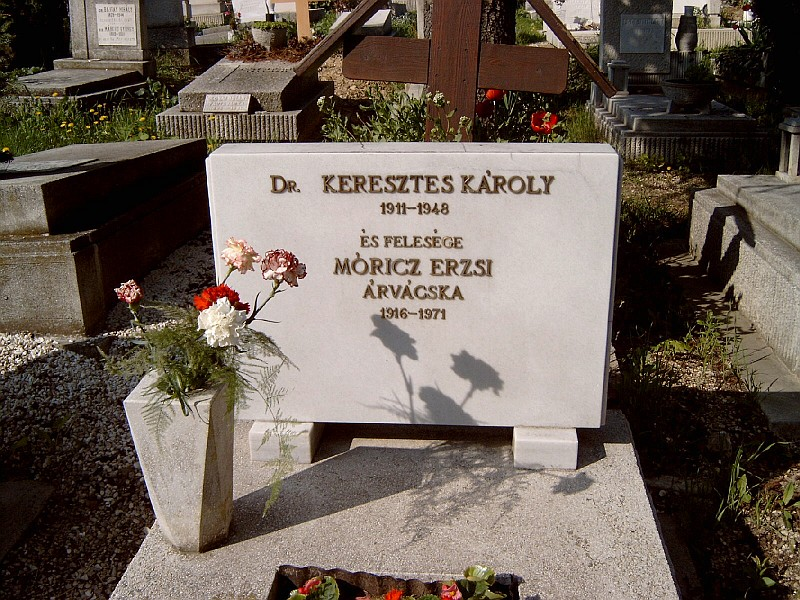
Móricz Erzsébet sírja Budapesten. Farkasréti temető: 11/1-1-179

Litkei Margit törvénytelen leányaként született egyes források szerint Budapesten, más források szerint Tiszafüreden. Édesapját nem ismerte, édesanyja korán öngyilkos lett, állami gondozásba került, „lelencgyerekként“. Kisgyermekkorában több falusi nevelőcsaládnál is megfordult, ahol nagyon keményen dolgoztatták, megalázták, rendszeresen ütötték-verték. Még nem volt tizenhét éves, amikor a fővárosba szökött, egy Bérkocsi utcai lakásban ágyrajáróként élt, alkalmi munkákból és prostitúcióból élt.
Ebben az időszakban (1935-ben) született Imre nevű fia egy ismeretlen alkalmi kapcsolatából. (Egyes feltételezések szerint az őt és fiát később nevére vevő Móricz Zsigmond volt fiának az apja.)
Úgy ismert (szemben a fentiekkel), hogy csak 1936. szeptember 25-én ismerkedett meg Móricz Zsigmonddal, aki elnevezte Csibének, és mintegy 1500 oldalnyi jegyzetet készített a lány elbeszéléseiből, s belőlük 1936–1937 között 28 novellát írt. Móricz Zsigmond naplójából kiderül, hogy Csibe a szerelme-szeretője is volt.
Örökbe fogadta, s taníttatta, Leányfalun vezette Móricz Zsigmond háztartását, később a Kelet Népe szerkesztőségében dolgozott. Gyermekkorának művészi megjelenítése az Árvácska című Móricz-regény (Budapest, 1941). 
Móricz halála után (1942) könyvüzletet nyitott (Móricz Zsigmond könyvesbolt), 1943-ban. Rövid ideig kiadóként is működött. 1948-ban trafikot vezetett, majd 1949-től a Dohánybolt Vállalat alkalmazottja lett. 1968-ban mint antikváriumi dolgozó ment nyugdíjba. 1971-ben hunyt el alig 54 éves korában.
Sírja a Farkasréti temetőben található.

## Magánélete
1944-ben házasságot kötött dr. Keresztes Károly (1911–1948) jogásszal.